# Seneziose
Seneziose (Seneciose, Schweinsberger Krankheit, Zdárer Krankheit, Leberkoller, Magerkrankheit der Pferde, Dunsiekte, Moltenokrankheit oder Straining disease) ist eine durch Vergiftung mit Pyrrolizidinalkaloiden ausgelöste Tierkrankheit. Die Vergiftung schädigt die Leber und kann zum Tode führen. Hauptsächlich betroffen sind Rinder, Pferde und weidende Schweine. Auslöser ist meist der Verzehr der in gemäßigten Breiten zum Teil häufig anzutreffenden Greiskrautarten.
Die Seneziose tritt heute nur noch selten und vor allem bei Pferden in Weidehaltung auf. Von 1920 bis 1960 hingegen sind im deutschen Sprachraum immer wieder verlustreiche, enzootisch auftretende Vergiftungen bekannt geworden.